# Кристиан I (князь Ангальт-Бернбурга)
Кристиан I Ангальт-Бернбургский (нем. Christian I. von Anhalt-Bernburg, 11 мая 1568, Бернбург, Анхальт, Священная Римская империя — 17 апреля 1630[…], Бернбург) — князь Ангальт-Бернбурга из династии Асканиев. Советник курфюрста Пфальца Фридриха IV.

## Биография
Кристиан был вторым сыном и шестым ребёнком Иоахима Эрнста, князя Ангальта, и его первой жены Агнессы, дочери Вольфганга I, графа Барби-Мюлингена. Кристиан родился в Бернбурге и с 1570 года обучался в Дессау у Каспара Готшалка на латинском, итальянском и французском языках. Ещё ребёнком он участвовал в дипломатических миссиях, в том числе в Константинополе. Имея блестящее образование и подготовку, он превратился в амбициозного и умелого дипломата.
В начале 1586 года он отправился в Дрезден и оставался там несколько лет в качестве ближайшего друга своего тёзки Кристиана I, курфюрста Саксонии, чьи кальвинистские симпатии он разделял. Известно, что он злоупотреблял алкоголем во время своего пребывания при саксонском дворе.
Завладев землями своей семьи в декабре 1586 года, Кристиан, оставаясь преданным кальвинистом, стал служить советником курфюрста Пфальца Фридриха IV. В 1591 году он возглавил пфальцскую армию, направленную в помощь французскому королю Генриху IV. Когда в 1592 году разразился спор за Страсбургское княжество-епископство, он поддержал Бранденбург против Лотарингии. В 1595 году Фридрих IV назначил его губернатором Верхнего Пфальца; Кристиан поселился в Амберге.
В 1603 году княжество Ангальт было официально разделено между Кристианом и его выжившими братьями. Он получил Бернбург и возродил старое одноимённое княжество, которое прекратило существование в 1468 году.
Как дипломат, Кристиан сыграл важную роль в формировании Евангелической унии в 1608 году. После смерти курфюрста Фридриха IV Кристиан продолжил служить его сыну Фридриху V. Когда дворяне Богемии избрали Фридриха своим королём в 1619 году, Кристиан был назначен командовать протестантскими силами для защиты чешских земель от войск Священной Римской империи во главе с императором Фердинандом II и его союзниками. В том же году Кристиан был принят в Плодоносное общество. Когда чешские войска потерпели поражение в битве при Белой горе в 1620 году, Кристиан посоветовал Фридриху не вступать в Прагу. В 1621 году, из-за его поддержки Пфальца, Кристиан был подвергнут имперской опале. Он лишился своих земель и опала фактически сделала его вне закона в пределах Священной Римской империи.
Кристиан бежал сначала в Швецию, а затем стал гостем короля Дании Кристиана IV. Он обратился к императору Фердинанду с просьбой о помиловании в 1624 году, и ему было разрешено вернуться в своё княжество. Он умер шесть лет спустя.

## Дети

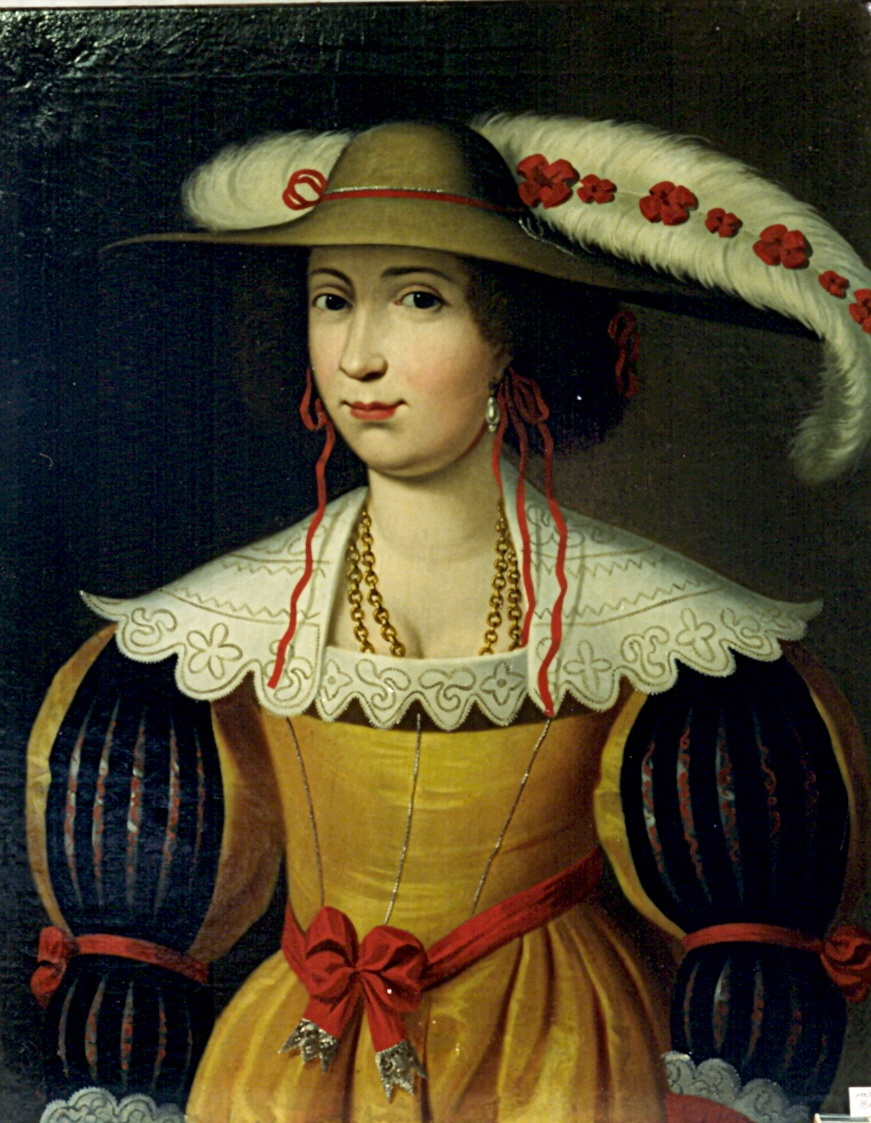
Анна Бентхайм-Текленбургская

2 июля 1595 года в Лорбахе Кристиан женился на Анне Бентхайм-Текленбургской (4 января 1579 — 9 декабря 1624), дочери Арнольда III, графа Бентхайм-Штайнфурт-Текленбург-Лимбургского. У них было 16 детей:
1. Фридрих Кристиан (род. и ум. 2 мая 1596)
2. Амалия Юлиана (10 сентября 1597 — 11 августа 1605)
3. Кристиан (11 августа 1599 — 22 сентября 1656), князь Ангальт-Бернбурга
4. Элеонора Мария (7 августа 1600 — 17 июля 1657), в 1626 году вышла замуж за Иоганна Альбрехта II, герцога Мекленбург-Гюстровского.
5. дочь (род. и ум. в мае? 1601)
6. Сибилла Елизавета (10 февраля 1602 — 15 августа 1648)
7. Анна Магдалина (8 марта 1603 — 30 октября 1611)
8. Анна София (10 июня 1604 — 1 сентября 1640)
9. Луиза Амалия (14 января 1606 — 17 октября 1635)
10. Эрнст (19 мая 1608 — 3 декабря 1632), полковник кавалерийского полка Саксонии, смертельно ранен в битве при Люцене.
11. Амойна Юлиана (13 ноября 1609 — 31 июля 1628)
12. Агнесса Магдалина (8 октября 1612 — 17 июля 1629)
13. Фридрих (16 ноября 1613 — 30 июня 1670), князь Ангальт-Харцгорда
14. София Маргарита (16 сентября 1615 — 27 декабря 1673), в 1651 году вышла замуж за Иоганна Казимира, князя Ангальт-Дессауского.
15. Доротея Матильда (11 августа 1617 — 7 мая 1656)
16. Фридрих Людвиг (17 августа 1619 — 29 января 1621)